# Марнан (святой)
Марнан (умер в 620) — епископ скоттов, святой (день памяти — 2 марта).
Святой Марнан (Marnan), иначе Марнок (Marnock), был родом из Ирландии. Считается, что по его молитвам Айдан, король скоттов, одержал победу над Этельфритом, королём-язычником англов из Нортумбрии. По совету святого сын короля Айдана, Евгений IV, наследовавший престол вскоре после битвы, обращался с пленниками особо гуманно, отчего те приняли христианство. Принцы нортумбрийские Освальд и Освиу были обучены христианской вере и укреплены духом благодаря святому Марнану.
Святой Марнан скончался в 620 году в Аннандейле. Его глава была особо почитаема в Морее. С ней совершались шествия, в которых участвовал весь клан Иннишей (Innis’s), издревле почитавший святого. 
О святом Марнане сообщают Абердинский бревиарий, Бьюкенен в Aidano et Eugenio Regibus и Мемуары Шотландского колледжа в Париже. 
В честь святого Марнана освящён храм в Аберкердуре (Aberkerdure, Aberchirder), что на реке Дуверн (Duvern), где находились мощи святого.
Известны город Килмарнок и остров Иншмарнок (Inchmarnock) в Шотландии, район в Глазго Далмарнок (Dalmarnock), а также селение Портмарнок в Ирландии, названные в его честь.